# Patrick Kluivert
Patrick Stephan Kluivert (Ámsterdam, 1 de julio de 1976) es un exfutbolista y entrenador neerlandés que se hizo famoso como jugador en los años 1990 y 2000. Actualmente dirige a la selección de Indonesia.
Se retiró como máximo goleador histórico de la selección neerlandesa, con 40 goles en 79 encuentros internacionales, y dejó el F. C. Barcelona como décimo máximo goleador en la historia del club con 121 goles.
Delantero centro o mediapunta, poseía gran calidad técnica y un fuerte físico (mide 1,88). Era un delantero de equipo con grandes recursos, su juego se ha caracterizado por la vocación para dar el último pase a sus compañeros. Considerado en su día como el mejor delantero del mundo jugando de espaldas, marcó en su carrera más de 250 goles.
Tras su retirada, fue asistente de Louis van Gaal en la selección neerlandesa en la Copa Mundial 2014 disputada en Brasil. En 2016 y 2017 fue técnico de la selección de Curazao. Luego, desde julio de 2019 hasta abril de 2021, fue el director del fútbol formativo del F. C. Barcelona, y, desde julio de 2023, es entrenador del Adana Demirspor.

## Trayectoria deportiva

### Como jugador

#### Ajax
Se inició como futbolista en la calle, jugando en la plaza Roja del barrio de Shellingwoude y a los ocho años ingresó en el Ajax, por orden de Bruins Slot. Despuntó muy joven en el triunfal Ajax Ámsterdam de Louis van Gaal, que a mediados de la década de 1990 haría historia al conquistar todos los títulos disputados tanto en los Países Bajos como en Europa.
Debuta en el primer equipo del Ajax el 21 de agosto de 1994 en la Supercopa de los Países Bajos cuando tenía 17 años contra el Feyenoord de Róterdam. En la liga neerlandesa haría su debut el 28 de agosto de 1994 en el partido Ajax-RKC que ganó su equipo por 3-1.
El 24 de mayo de 1995 marcó en Viena el gol que le dio al Ajax la Copa de Europa, por 1-0, frente al AC Milan, club al que después llegará. Se convirtió, de esta manera, en el jugador más joven en marcar un gol en una final de Copa de Europa -lo hizo con 18 años y 323 días, marca sin superar aún-, entrando así en la historia con un gran comienzo. El 9 de septiembre de 1995, Kluivert chocó un BMW prestado contra otro automóvil en Ámsterdam, matando al conductor e hiriendo gravemente a una pasajera. Kluivert admitió haber acelerado antes del accidente y fue declarado culpable de muerte por conducción peligrosa. Como consecuencia en 1996, fue condenado a realizar 240 horas de servicio comunitario.

#### AC Milan
En 1997, con 21 años, y siendo ya uno de los futbolistas más cotizados de Europa, fichó por uno de los mejores clubes del mundo, el AC Milan. Sin embargo, la clase del delantero neerlandés no fue suficiente para que a Kluivert le fuesen bien las cosas en la dura liga italiana, donde tuvo innumerables problemas de adaptación, y una agria discusión con el entrenador rossonero Fabio Capello, que le llevó al banquillo.

#### F. C. Barcelona
En el verano de 1998, el conjunto italiano accedió a traspasarlo al F. C. Barcelona, que pagó 2100 millones de pesetas por él.
En Barcelona se reencontró con el entrenador que más había confiado en él en el Ajax, el también neerlandés Louis van Gaal. Además, también coincidió en Barcelona con otros siete compatriotas suyos como Phillip Cocu, Michael Reiziger, Boudewijn Zenden, Ruud Hesp, Frank de Boer, Ronald de Boer y Winston Bogarde, que le facilitaron la integración al equipo catalán.
Debuta con el Barcelona en un partido contra el Palamós el 2 de septiembre de 1998, sustituyendo a Sonny Anderson, debutando en la liga el 13 de septiembre de 1998. Su primera temporada fue la mejor en el conjunto azulgrana. Titular indiscutible, pudo demostrar lo mejor de su fútbol. Además de los neerlandeses citados, el F. C. Barcelona también contaba con jugadores de la talla de Rivaldo, Luís Figo, Guardiola, Luis Enrique, Abelardo, un jovencísimo Xavi o Sergi. Un gran equipo que ganó el campeonato español de Liga de forma holgada, con 11 puntos de ventaja sobre el segundo clasificado, el Real Madrid. Kluivert jugó 35 partidos en la Liga y marcó 15 goles.
En las cuatro siguientes temporadas, su rendimiento fue irregular, yendo de menos a más, con unas estadísticas de goles aceptables, pero insuficientes para tratarse del delantero estrella de un club que aspiraba a ganarlo todo. Y es que, pese a que sus estadísticas goleadoras fueron, respectivamente: 15, 18, 18 y 16 goles, lo cierto es que Kluivert siempre fue discutido por sus problemas con el gol. En su última temporada 2003-04 en el F. C. Barcelona ya solo marcaría 8 goles, debido en buena parte a su baja forma y a las lesiones.
En el verano de 2003 Joan Laporta accedió a la presidencia del club y la nueva junta directiva ya trató de desprenderse de Kluivert. El neerlandés era el jugador mejor pagado de la plantilla (10,5 millones de euros brutos al año) y su contrato era de salario creciente, en caso de incumplirse estos aumentos, su cláusula de rescisión bajaría de 36 a 1,8 millones de euros. La nueva directiva no solo incumplió el aumento, sino que le bajó el sueldo, y Kluivert estaba tan cuestionado que, pese a que su precio había quedado en solo 1,8 millones de euros, ningún equipo se interesó por ficharle.
Pero el nuevo entrenador Frank Rijkaard confiaba en él y fue su valedor para que siguiera en el equipo. Esta decisión se revelaría más tarde como un error. Durante la temporada 2003-2004 su rendimiento no fue bueno. El divorcio de Kluivert con la grada fue total, y llegó a ser abucheado en el Camp Nou. Además de esto, una lesión lo mantuvo apartado del equipo durante casi tres meses y acabó la temporada con un triste balance de tan solo ocho goles. Acabó relegado del once titular, y marcó su último gol con el Barcelona en un Clásico contra el Real Madrid en el Estadio Santiago Bernabéu, ganado por el Barcelona por 1-2. Fue su última campaña en el conjunto blaugrana y al final de la temporada Kluivert saldría del F. C. Barcelona por la puerta de atrás. En su lugar, llegaría al club Samuel Eto'o.

#### Newcastle FC
Kluivert fichó por una temporada por el Newcastle inglés, en el que militó la temporada 2004-05. Kluivert había sido seguido muy de cerca por varios equipos ingleses, desde su primera temporada en España, y el jugador nunca había ocultado su gusto por el fútbol inglés. Sin embargo, las cosas no le fueron nada bien en la Premier League. Llegó a las urracas como el sustituto ideal de Alan Shearer, pero su rendimiento no fue el esperado, llegando al punto de verse relegado al banquillo precisamente por Alan Shearer, aquel a quien ya querían jubilar. Al final de año, el club inglés no ejecutó la cláusula que le permitía prolongar el contrato.

#### Valencia CF
Con la carta de libertad, fichó, en junio de 2005, por el Valencia CF, club con el que se comprometió por tres temporadas y al que llegaba como fichaje estrella. Este debía ser el resurgir de la Pantera Negra. Llegó al Valencia como la cabeza de un nuevo proyecto ché, liderado en esta ocasión por Quique Sánchez Flores. Comenzó de titular en la disputa de la Copa Intertoto, durante la pretemporada, donde incluso se estrenó con un gol, pero al inicio de la Liga fue relegado al banquillo. De nuevo Kluivert volvía a mostrar un fondo físico bastante malo, y la feroz competencia en la delantera 'che' lo dejaría sin oportunidades. Al término de la campaña, rescindió el contrato que le unía al club.

#### PSV
El verano de 2006 fue largo para Patrick Kluivert, quien vio como se truncaba su fichaje por el Hamburgo, ya que el club alemán desistió en el último momento, dudando del estado de sus rodillas, que tantos problemas le dieron a lo largo de su carrera. Finalmente, y tras barajar varias ofertas, Kluivert firmó con el PSV Eindhoven neerlandés, volviendo así a su tierra, en un año marcado por el regreso a la Eredivisie de viejas glorias del fútbol neerlandés, como Edgar Davids y Jaap Stam. En el PSV se reencontró con viejos compañeros de equipo, como Cocu y Reiziger, con quienes coincidió en Barça y en la selección Naranja.
En su primera temporada en el PSV Eindhoven, las cosas le fueron muy bien al equipo, ya que logró hacerse con la Eredivise, y alcanzó los cuartos de final de la Champions League, sin embargo, a nivel personal, tras un prometedor comienzo de temporada, Kluivert vio como poco a poco Koeman le iba apartando del once titular y acabó los últimos partidos de liga saliendo siempre desde el banquillo. Al final de la temporada, un cruce de declaraciones entre Kluivert y su entrenador, Ronald Koeman, provocó su salida del club, ya que ni tan siquiera en la celebración del título de liga se dirigieron la palabra. Kluivert recibió ofertas de América, Catar, Arabia Saudí, Inglaterra, Países Bajos e incluso algunos clubes de España, pero fue finalmente una oferta del Lille, por la que se decidió Patrick Kluivert.

#### Lille SC
El 31 de agosto de 2007 firmó un contrato por un año con en el Lille SC francés. Además del fútbol hubo otros motivos, como la ubicación de la ciudad francesa al norte del país, ya que Kluivert quiso quedarse cerca de sus hijos, que viven con su exesposa Angela en Ámsterdam. Esta temporada Kluivert apenas jugó, siendo habitual su presencia en el banquillo, dado que Claude Puel solía elegir para la punta del ataque a Kevin Mirallas o Pierre-Alain Frau para su sistema de 4-5-1. Al finalizar la temporada, el Lille acabó en séptima posición y decidió no renovarle. Marcó cuatro goles, uno de ellos de penalti.

#### Retirada
El 29 de abril de 2008, un medio neerlandés publicó que había comenzado a realizar un curso para entrenadores de la Real Federación de Fútbol de los Países Bajos. Al mismo tiempo esperaba la llamada de algún club para volver a jugar, pero el 18 de julio de ese año, la página web goal.com anunció que formaría parte del equipo técnico del AZ Alkmaar (como entrenador de delanteros), debido a la que la Federación requiere que se complete un tiempo de aprendizaje.

### Selección nacional
Jugó partidos con la selección neerlandesa sub-15 en 1990 en la cual debutó ante Alemania, más tarde también jugaría en la sub-21. Debutó con la selección absoluta el 16 de noviembre de 1994, en un partido contra la República Checa con tan solo 18 años. Desde entonces ha disputado 3 Eurocopas (1996, 2000, 2004), siendo el máximo goleador en la Eurocopa 2000 con 5 goles, y el Mundial de Francia 98 donde anotó 2 tantos.
La selección fue eliminada por Brasil en las semifinales del Mundial de Francia 98 en la tanda de penaltis. A pesar de esta decepción, su trayectoria con la selección 'oranje' fue intachable, ya que es actualmente el segundo máximo goleador en la historia del combinado nacional, con 40 goles en 79 partidos, por delante de jugadores como Dennis Bergkamp, Johan Cruyff, Marco van Basten o Ruud van Nistelrooy.
La Eurocopa de Portugal en 2004 fue la última gran competición que jugó Kluivert con la otra naranja mecánica. Desde entonces no volvió a vestir la camiseta 'orange', y es que Marco van Basten hizo una limpieza en la selección, sentenciando a jugadores históricos y ya en plena decadencia, tales como: Reiziger, Davids, Stam, Frank y Ronald de Boer entre muchos otros.

#### Participaciones en Copa del Mundo
| Mundial                        | Sede    | Resultado     | Partidos | Goles |
| ------------------------------ | ------- | ------------- | -------- | ----- |
| Copa Mundial de Fútbol de 1998 | Francia | Cuarto puesto | 4        | 2     |

#### Participaciones en Eurocopa
| Eurocopa                   | Sede                     | Resultado        | Partidos | Goles |
| -------------------------- | ------------------------ | ---------------- | -------- | ----- |
| Eurocopa de Fútbol de 1996 | Inglaterra               | Cuartos de final | 5        | 2     |
| Eurocopa de Fútbol de 2000 | Bélgica y · Países Bajos | Semifinales      | 5        | 5     |
| Eurocopa de Fútbol de 2004 | Portugal                 | Semifinales      | 0        | 0     |

#### Goles internacionales
(fuente)
| Gol n.º | Fecha                   | Lugar                                             | Rival       | Gol | Final | Competición                   |
| ------- | ----------------------- | ------------------------------------------------- | ----------- | --- | ----- | ----------------------------- |
| 1.      | 29 de marzo de 1995     | De Kuip, Róterdam, Países Bajos                   | Malta       | 4–0 | 4–0   | Clasificación Euro 1996       |
| 2.      | 13 de diciembre de 1995 | Anfield, Liverpool, Inglaterra                    | Irlanda     | 1–0 | 2–0   | Clasificación Euro 1996       |
| 3.      | 13 de diciembre de 1995 | Anfield, Liverpool, Inglaterra                    | Irlanda     | 2–0 | 2–0   | Clasificación Euro 1996       |
| 4.      | 18 de junio de 1996     | Wembley Stadium, Londres, Inglaterra              | Inglaterra  | 1–4 | 1–4   | UEFA Euro 1996                |
| 5.      | 29 de marzo de 1997     | Ámsterdam Arena, Ámsterdam, Países Bajos          | San Marino  | 1–0 | 4–0   | Clasificación Mundial de 1998 |
| 6.      | 6 de septiembre de 1997 | De Kuip, Róterdam, Países Bajos                   | Bélgica     | 2–0 | 3–1   | Clasificación Mundial de 1998 |
| 7.      | 24 de febrero de 1998   | Pro Player Stadium, Miami Gardens, Estados Unidos | México      | 1–0 | 3–2   | Amistoso                      |
| 8.      | 24 de febrero de 1998   | Pro Player Stadium, Miami Gardens, Estados Unidos | México      | 2–0 | 3–2   | Amistoso                      |
| 9.      | 1 de junio de 1998      | Philips Stadion, Eindhoven, Países Bajos          | Paraguay    | 3–1 | 5–1   | Amistoso                      |
| 10.     | 5 de junio de 1998      | Ámsterdam Arena, Ámsterdam, Países Bajos          | Nigeria     | 3–0 | 5–1   | Amistoso                      |
| 11.     | 5 de junio de 1998      | Ámsterdam Arena, Ámsterdam, Países Bajos          | Nigeria     | 4–1 | 5–1   | Amistoso                      |
| 12.     | 4 de julio de 1998      | Stade Vélodrome, Marsella, Francia                | Argentina   | 1–0 | 2–1   | Mundial de Francia de 1998    |
| 13.     | 7 de julio de 1998      | Stade Vélodrome, Marsella, Francia                | Brasil      | 1–1 | 1–1   | Mundial de Francia de 1998    |
| 14.     | 5 de junio de 1999      | Estadio Octávio Mangabeira, Nazaré, Brasil        | Brasil      | 1–2 | 2–2   | Amistoso                      |
| 15.     | 4 de septiembre de 1999 | De Kuip, Róterdam, Países Bajos                   | Bélgica     | 3–2 | 5–5   | Amistoso                      |
| 16.     | 4 de septiembre de 1999 | De Kuip, Róterdam, Países Bajos                   | Bélgica     | 4–4 | 5–5   | Amistoso                      |
| 17.     | 4 de septiembre de 1999 | De Kuip, Róterdam, Países Bajos                   | Bélgica     | 5–4 | 5–5   | Amistoso                      |
| 18.     | 23 de febrero de 2000   | Ámsterdam Arena, Ámsterdam, Países Bajos          | Alemania    | 1–0 | 2–1   | Amistoso                      |
| 19.     | 29 de marzo de 2000     | Estadio Rey Balduino, Bruselas, Bélgica           | Bélgica     | 1–2 | 2–2   | Amistoso                      |
| 20.     | 29 de marzo de 2000     | Estadio Rey Balduino, Bruselas, Bélgica           | Bélgica     | 2–2 | 2–2   | Amistoso                      |
| 21.     | 27 de mayo de 2000      | Ámsterdam Arena, Ámsterdam, Países Bajos          | Rumanía     | 2–0 | 2–1   | Amistoso                      |
| 22.     | 4 de junio de 2000      | Stade de La Pontaise, Lausana, Suiza              | Polonia     | 2–1 | 3–1   | Amistoso                      |
| 23.     | 4 de junio de 2000      | Stade de La Pontaise, Lausana, Suiza              | Polonia     | 3–1 | 3–1   | Amistoso                      |
| 24.     | 16 de junio de 2000     | De Kuip, Róterdam, Países Bajos                   | Dinamarca   | 1–0 | 3–0   | UEFA Euro 2000                |
| 25.     | 21 de junio de 2000     | Ámsterdam Arena, Ámsterdam, Países Bajos          | Francia     | 1–1 | 3–2   | UEFA Euro 2000                |
| 26.     | 25 de junio de 2000     | De Kuip, Róterdam, Países Bajos                   | Yugoslavia  | 1–0 | 6–1   | UEFA Euro 2000                |
| 27.     | 25 de junio de 2000     | De Kuip, Róterdam, Países Bajos                   | Yugoslavia  | 2–0 | 6–1   | UEFA Euro 2000                |
| 28.     | 25 de junio de 2000     | De Kuip, Róterdam, Países Bajos                   | Yugoslavia  | 4–0 | 6–1   | UEFA Euro 2000                |
| 29.     | 7 de octubre de 2000    | GSP Stadium, Nicosia, Chipre                      | Chipre      | 4–0 | 4–0   | Clasificación Mundial de 2002 |
| 30.     | 24 de marzo de 2001     | Mini Estadi, Barcelona, España                    | Andorra     | 1–0 | 5–0   | Clasificación Mundial de 2002 |
| 31.     | 28 de marzo de 2001     | Estádio das Antas, Oporto, Portugal               | Portugal    | 2–0 | 2–2   | Clasificación Mundial de 2002 |
| 32.     | 25 de abril de 2001     | Philips Stadion, Eindhoven, Países Bajos          | Chipre      | 3–0 | 4–0   | Clasificación Mundial de 2002 |
| 33.     | 2 de junio de 2001      | Lilleküla Stadium, Tallin, Estonia                | Estonia     | 3–2 | 4–2   | Clasificación Mundial de 2002 |
| 34.     | 13 de febrero de 2002   | Ámsterdam Arena, Ámsterdam, Países Bajos          | Inglaterra  | 1–0 | 1–1   | Amistoso                      |
| 35.     | 7 de septiembre de 2002 | Philips Stadion, Eindhoven, Países Bajos          | Bielorrusia | 2–0 | 3–0   | Clasificación Euro 2004       |
| 36.     | 20 de noviembre de 2002 | Arena AufSchalke, Gelsenkirchen, Alemania         | Alemania    | 1–0 | 3–1   | Amistoso                      |
| 37.     | 30 de abril de 2003     | Philips Stadion, Eindhoven, Países Bajos          | Portugal    | 1–0 | 1–1   | Amistoso                      |
| 38.     | 7 de junio de 2003      | Dinamo Stadium, Minsk, Bielorrusia                | Bielorrusia | 2–0 | 2–0   | Clasificación Euro 2004       |
| 39.     | 6 de septiembre de 2003 | De Kuip, Róterdam, Países Bajos                   | Austria     | 2–1 | 3–1   | Clasificación Euro 2004       |
| 40.     | 11 de octubre de 2003   | Philips Stadion, Eindhoven, Países Bajos          | Moldavia    | 1–0 | 5–0   | Clasificación Euro 2004       |

### Como entrenador

#### Inicios en Países Bajos
El 29 de abril de 2008, se hizo público que Patrick estaba recibiendo el curso de entrenador que exige la Real Asociación Neerlandesa de Fútbol (KNVB), para convertirse en entrenador profesional.
En julio de 2008, se unió al cuerpo técnico del AZ Alkmaar de la Eredivisie, siendo coordinador de los delanteros del equipo.
El 24 de enero de 2010, estuvo dos semanas entrenando al equipo australiano de la A-League, Brisbane Roar, además de ser embajador del equipo.
En agosto de ese año se convierte asistente técnico del NEC Nijmegen y, ya en la temporada siguiente, en la 2011/12 entrena al equipo juvenil del FC Twente. 
En agosto de 2012 Kluivert se unió al equipo técnico de la selección selección neerlandesa bajo las órdenes de Louis van Gaal, puesto en el que se mantendría hasta la consecución del tercer puesto en la Copa Mundial de 2014 disputada en Brasil.

#### Curazao
En marzo de 2015 fue presentado como técnico de la selección de Curaçao de cara a la clasificación para la Copa Mundial de Fútbol de 2018. La selección pasa las dos primeras rondas, ante Montserrat y Cuba, pero cae en tercera ronda ante El Salvador el 6 de septiembre de 2015 (2-0). Días después, a pesar de haber llevado a Curaçao a su mejor participación en una clasificación para el Mundial, decide dejar su puesto.
Pero en febrero de 2016 anuncia su decisión de regresar como técnico principal de Curaçao, de cara a la clasificación de la Copa del Caribe, ante República Dominicana y Barbados. El 2 de mayo de 2016, se anunció que sería el entrenador de la academia del Ajax (Ajax A1, Sub-19) donde entrenaría a su hijo, Justin, de cara a la disputa de la Liga Juvenil de la UEFA. A pesar de eso, disputó otros dos encuentros de clasificación con la selección, ante Guyana y las Islas Vírgenes, ganando ambos encuentros. En julio de ese año, tras apenas dos meses en el puesto, dejó su cargo con los juveniles del Ajax, para ser director deportivo del Paris Saint-Germain. Su trabajo en la selección de Curaçao, dejó al equipo clasificado para la Copa del Caribe de 2017 y la Copa de Oro de la Concacaf 2017, en la que competirían por primera vez en cuarenta años, bajo el mando de Remko Bicentini  el propio Kluivert.

#### Asistente y Masia
En agosto de 2018, se convierte en asistente de su compatriota Seedorf en la selección de Camerún; puesto en el que ambos permanecieron hasta julio de 2019.
Desde julio de 2019 hasta marzo de 2021 fue el director del fútbol formativo del F. C. Barcelona, en la academia La Masia.
En mayo de 2021, regresa a Curaçao como interino mientras el técnico principal, Guus Hiddink, se recupera del COVID-19.

#### Adana Demirspor
El 30 de junio de 2023, firma como técnico principal del Adana Demirspor de la Superliga de Turquía, por dos temporadas. Sin embargo, a pesar de un buen inicio de temporada, dejó el club el 4 de diciembre de 2023, tras una mala racha de resultados.

#### Selección de Indonesia
El 8 de enero de 2025, fue anunciado como entrenador de la selección de Indonesia.

## Vida personal

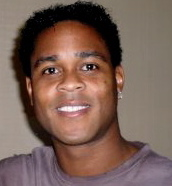

Kluivert es hijo de padre de nacionalidad surinameño y madre curazaleña, que se conocieron y se casaron en la ciudad de Paramaribo para luego emigrar a la región metropolitana de los Países Bajos, donde se radicaron en 1970, con Kluivert naciendo allí seis años más tarde.
Kluivert es el segundo hijo varón del exfutbolista Kenneth Kluivert, quien jugó para el Robinhood en la SVB Hoofdklasse y para la selección nacional de Surinam. Su madre, Lidwina Kluivert, nació en Willemstad, Curazao, en las antiguas Antillas Neerlandesas, de padre surinamés y madre curazoleña. Sus padres se casaron en Paramaribo y sus hermanos mayores, Renato y Natascia, nacieron en Surinam, antes que la familia emigrase a los Países Bajos en 1970.
En el año 2006 publicó un libro autobiográfico titulado Kluivert. 
En 2012 el exjugador de Barcelona fue investigado por la justicia holandesa en un caso vinculado al arreglo de partidos en la liga local.
Kluivert tiene cuatro hijos: Quincy, Justin, Rubén y Shane, los tres primeros de su matrimonio con Ángela, y el último, de su relación actual con la modelo Rossana Da Lima, con la que se casó en enero de 2008 en París.
A comienzos del año 2017 su hijo Justin Kluivert debutó con el Ajax a los 17 años.

### Acusaciones
En 9 de noviembre de 1995, circulando a más de 100km/h en una vía limitada a 50km/h,[cita requerida] provocó un accidente mortal contra otro vehículo. Uno de los integrantes del otro automóvil, Marten Putman, un reconocido director de un teatro de Róterdam de 56 años, perdió la vida, y su acompañante terminó con heridas graves. A pesar de ser encontrado culpable de homicidio involuntario, su condena fue leve: apenas tres meses de prisión condicional con un período de prueba de dos años y 240 horas de trabajos de "interés general", mientras que le retiraron la licencia de conducir por 18 meses. A pesar de ello, no llegó a pisar la cárcel.
En 2001 la Guardia Urbana de Barcelona le hizo un control de alcoholemia que dio positivo. Tuvo una multa y le retiraron el permiso para circular durante un mes.
La noche del 10 al 11 de mayo de 1997 fue acusado de violar a una mujer de 20 años junto a tres amigos en su residencia en Ámsterdam. Pero la mujer decidió retirar la denuncia y un tribunal dictaminó la inocencia del futbolista.
En abril de 2004 fue acusado por desorden público y por vejación injusta de carácter leve por un altercado violento contra una mujer relaciones públicas de la discoteca Pachá de Barcelona.
Todos estos delitos hicieron que EEUU prohibiese su entrada en el país en dos ocasiones.[cita requerida]

## Clubes y estadísticas

### Como jugador
| Ajax Ámsterdam · Países Bajos |               |               |     |     |    |    |     |     |     |      |      |
| 1.ª | 1994-95       | 25            | 18  | 3   | 2  | 13 | 3   | 41  | 23  | 0,56 |      |
| 1.ª | 1995-96       | 28            | 15  | 4   | 2  | 8  | 5   | 40  | 22  | 0,56 |      |
| 1.ª | 1996-97       | 17            | 6   | 1   | 0  | 4  | 2   | 22  | 8   | 0,36 |      |
| Total club | Total club    | 70            | 39  | 7   | 4  | 25 | 10  | 102 | 53  | 0,52 |      |
| AC Milan · Italia | 1.ª           | 1997-98       | 27  | 6   | 6  | 3  | —   | —   | 33  | 9    | 0,27 |
| AC Milan · Italia | Total club    | Total club    | 27  | 6   | 6  | 3  | 0   | 0   | 33  | 9    | 0,27 |
| F.C. Barcelona · España | 1.ª           | 1998-99       | 35  | 14  | 3  | 1  | —   | —   | 38  | 15   | 0,40 |
| F.C. Barcelona · España | 1.ª           | 1999-00       | 26  | 15  | 4  | 3  | 14  | 7   | 44  | 25   | 0,57 |
| F.C. Barcelona · España | 1.ª           | 2000-01       | 31  | 18  | 5  | 2  | 12  | 5   | 48  | 25   | 0,52 |
| F.C. Barcelona · España | 1.ª           | 2001-02       | 33  | 18  | —  | —  | 17  | 7   | 50  | 25   | 0,50 |
| F.C. Barcelona · España | 1.ª           | 2002-03       | 36  | 16  | —  | —  | 15  | 5   | 51  | 21   | 0,41 |
| F.C. Barcelona · España | 1.ª           | 2003-04       | 21  | 8   | 2  | 0  | 3   | 2   | 26  | 10   | 0,38 |
| F.C. Barcelona · España | Total club    | Total club    | 182 | 89  | 14 | 6  | 61  | 26  | 257 | 121  | 0,46 |
| Newcastle United Inglaterra | 1.ª           | 2004-05       | 25  | 6   | 6  | 2  | 6   | 5   | 37  | 13   | 0,35 |
| Newcastle United Inglaterra | Total club    | Total club    | 25  | 6   | 6  | 2  | 6   | 5   | 37  | 13   | 0,35 |
| Valencia CF · España | 1.ª           | 2005-06       | 10  | 1   | 1  | 0  | 5   | 1   | 16  | 2    | 0,13 |
| Valencia CF · España | Total club    | Total club    | 10  | 1   | 1  | 0  | 5   | 1   | 16  | 2    | 0,13 |
| PSV Eindhoven · Países Bajos | 1.ª           | 2006-07       | 16  | 3   | 2  | 0  | 3   | 0   | 21  | 3    | 0,14 |
| PSV Eindhoven · Países Bajos | Total club    | Total club    | 16  | 3   | 2  | 0  | 3   | 0   | 21  | 3    | 0,14 |
| Lille OSC Francia | 1.ª           | 2007-08       | 13  | 4   | 1  | 0  | —   | —   | 14  | 4    | 0,29 |
| Lille OSC Francia | Total club    | Total club    | 13  | 4   | 1  | 0  | 0   | 0   | 14  | 4    | 0,29 |
| Total carrera | Total carrera | Total carrera | 343 | 148 | 37 | 15 | 100 | 42  | 480 | 207  | 0.43 |
| (1) Incluye datos de la Copa de los Países Bajos (1994-07); Supercopa de los Países Bajos (1994-95); Copa Italia (1997-98) Copa del Rey (1999-06); Supercopa de España (1999); Copa de la Liga de Inglaterra (2004); FA Cup (2005) y Copa de Francia (2008). (2) Incluye datos de la Liga de Campeones de la UEFA (1994-07); Copa Intercontinental (1995); Supercopa de la UEFA (1996); Copa de la UEFA (2000-05) y Copa Intertoto de la UEFA (2005). (3) Media de goles por partido. No incluye datos de partidos amistosos. |               |               |     |     |    |    |     |     |     |      |      |

### Como entrenador

#### Clubes
| Equipo                  | Div.       | Temporada  | Liga  | Liga | Liga | Liga | Liga |       | Copa | Copa | Copa | Copa  |   | Internacional | Internacional | Internacional | Internacional | Internacional |   | Otros | Otros | Otros | Otros |   | Totales     | Totales | Totales | Totales | Totales | Totales | Totales | Totales |
| Equipo                  | Div.       | Temporada  | Part. | G    | E    | P    | Pos. | Part. | G    | E    | P    | Part. | G | E             | P             | Pos.          | Part.         | G             | E | P     | Part. | G     | E     | P | Rendimiento | GF      | GC      | Dif.    |         |         |         |         |
| ----------------------- | ---------- | ---------- | ----- | ---- | ---- | ---- | ---- | ----- | ---- | ---- | ---- | ----- | - | ------------- | ------------- | ------------- | ------------- | ------------- | - | ----- | ----- | ----- | ----- | - | ----------- | ------- | ------- | ------- | ------- | ------- | ------- | ------- |
| Adana Demirspor Turquía | 1.ª        | 2023-24    | 14    | 6    | 5    | 3    | Inc. | -     | -    | -    | -    | 6     | 3 | 1             | 2             | 4ªR           | -             | -             | - | -     | 20    | 9     | 6     | 5 | 55%         | 38      | 24      | +14     |         |         |         |         |
| Adana Demirspor Turquía | Total club | Total club | 14    | 6    | 5    | 3    | -    | -     | -    | -    | -    | 6     | 3 | 1             | 2             | -             | -             | -             | - | -     | 20    | 9     | 6     | 5 | 55%         | 38      | 24      | +14     |         |         |         |         |
| 1.                      |            |            |       |      |      |      |      |       |      |      |      |       |   |               |               |               |               |               |   |       |       |       |       |   |             |         |         |         |         |         |         |         |

#### Selección
| Indonesia           | 2024-25             | -  | - | - | - | - | 1 | 0 | 0 | 1 | - | - | - | - | - | 0 | 0 | 0 | 0 | 1  | 0 | 0 | 1 | 0%     | 1  | 5  | -4  |
| Total selección     | Total selección     | 0  | 0 | 0 | 0 | - | 1 | 0 | 0 | 1 | 0 | 0 | 0 | 0 | - | 0 | 0 | 0 | 0 | 1  | 0 | 0 | 1 | 0%     | 1  | 5  | -4  |
| Total en su carrera | Total en su carrera | 14 | 6 | 5 | 3 | - | 1 | 0 | 0 | 1 | 6 | 3 | 1 | 2 | - | 0 | 0 | 0 | 0 | 21 | 9 | 6 | 6 | 52.38% | 39 | 29 | +10 |

#### Resumen por competiciones
| Competición                        | Partidos | Ganados | Empatados | Perdidos | Ganados % | Mejor resultado |
| Clubes                             | Clubes   | Clubes  | Clubes    | Clubes   | Clubes    | Clubes          |
| ---------------------------------- | -------- | ------- | --------- | -------- | --------- | --------------- |
| SüperLig                           | 14       | 6       | 5         | 3        | 54.76%    | 4.º lugar       |
| Liga Europa Conferencia de la UEFA | 6        | 3       | 1         | 2        | 55.56%    | Cuarta ronda    |
| Total clubes                       | 20       | 9       | 6         | 5        | 55%       | Sin títulos     |
| Selección                          |          |         |           |          |           |                 |
| Copa Asiática                      | 0        | 0       | 0         | 0        | 0%        | En disputa      |
| Copa de Naciones del Golfo         | 0        | 0       | 0         | 0        | 0%        | En disputa      |
| Eliminatorias Asiáticas            | 1        | 0       | 0         | 1        | 0%        | En disputa      |
| Mundial                            | 0        | 0       | 0         | 0        | 0%        | En disputa      |
| Amistosos                          | 0        | 0       | 0         | 0        | 0%        | +0 PG           |
| Total selecciones                  | 1        | 0       | 0         | 1        | 0%        | Sin títulos     |
| Total en su carrera                | 21       | 9       | 6         | 6        | 52.38%    | Sin títulos     |

## Palmarés

### Campeonatos nacionales
| Título                        | Club            | Año     |
| ----------------------------- | --------------- | ------- |
| Supercopa de los Países Bajos | Ajax Ámsterdam  | 1994    |
| Eredivisie                    | Ajax Ámsterdam  | 1994/95 |
| Supercopa de los Países Bajos | Ajax Ámsterdam  | 1995    |
| Eredivisie                    | Ajax Ámsterdam  | 1995/96 |
| Primera División de España    | F. C. Barcelona | 1998/99 |
| Eredivisie                    | PSV Eindhoven   | 2006/07 |

### Copas internacionales
| Título                | Club           | Sede      | Año     |
| --------------------- | -------------- | --------- | ------- |
| UEFA Champions League | Ajax Ámsterdam | Viena     | 1994-95 |
| Supercopa de Europa   | Ajax Ámsterdam | Ámsterdam | 1995    |
| Copa Intercontinental | Ajax Ámsterdam | Tokio     | 1995    |

### Distinciones individuales
| Distinción                                              | Año       |
| ------------------------------------------------------- | --------- |
| Trofeo Bravo al mejor jugador joven                     | 1995      |
| Talento del año en los Países Bajos                     | 1995      |
| Récord UEFA - jugador más joven en marcar en una final  | 1995      |
| Pichichi Eurocopa de Bélgica y los Países Bajos         | 2000      |
| Máximo goleador en la historia de su selección nacional | 1994-2004 |
| Elegido por Pelé en la lista FIFA 100                   | 2004      |